# International Hockey League (1945–2001)
International Hockey League (IHL) var en nordamerikansk professionell ishockeyliga som var verksam i Kanada och USA mellan 1945 och 2001.

## Historik
Ishockeyligan grundades den 5 december 1945 i Windsor, Ontario i Kanada av Jack Adams och sju andra individer. Syftet var att ha en ishockeyliga som spelades inom den binationella regionen Detroit-Windsor och innehöll ishockeyspelare som hade tjänstgjort i andra världskriget. De första fyra lagen var Detroit Auto Club, Detroit Bright's Goodyears, Windsor Gotfredsons och Windsor Spitfires. Ligans slutspelstrofé fick namnet Turner Cup, namngiven efter ishockeymålvakten Joe Turner som stupade vid slaget om Hürtgenskogen.
Fram till mitten av 1990-talet var IHL en av farmarligorna till National Hockey League (NHL). År 1995 beslutade IHL att låta ishockeylag från Chicago, Detroit och San Francisco få spela i IHL. NHL såg dock detta som ett direkt hot mot NHL och deras medlemslag. NHL svarade med att avbryta de flesta samarbetsavtal med ishockeylagen i IHL och uppmanade samtidigt farmarligan American Hockey League (AHL) att ta in fler ishockeylag för att minimera antalet spelare, med NHL-kontrakt, att spela i IHL.
Den 4 juni 2001 meddelade IHL att ishockeyligan skulle upphöra. Dagen efter anslöt sex IHL-lag, Chicago Wolves; Grand Rapids Griffins; Houston Aeros; Manitoba Moose; Milwaukee Admirals och Utah Grizzlies, till AHL.

## Lag
Samtliga ishockeylag som spelade i IHL.
| - Akron Americans - Albany Choppers - Atlanta Knights - Chatham Maroons - Chicago Wolves - Cincinnati Cyclones - Cincinnati Mohawks - Cleveland Lumberjacks - Colorado Rangers - Columbus Checkers - Columbus Golden Seals - Columbus Owls - Dayton Gems - Dayton Owls - Denver Grizzlies - Denver Mavericks - Denver Rangers - Des Moines Capitols - Des Moines Oak Leaves - Detroit Auto Club - Detroit Bright's Goodyears - Detroit Hettche - Detroit Jerry Lynch - Detroit Metal Mouldings | - Detroit Vipers - Flint Generals - Flint Spirits - Fort Wayne Komets - Grand Rapids Griffins - Grand Rapids Owls - Grand Rapids Rockets - Houston Aeros - Huntington Hornets - Indianapolis Checkers - Indianapolis Chiefs - Indianapolis Ice - Johnstown Jets - Kalamazoo Wings - Kansas City Blades - Lansing Lancers - Las Vegas Thunder - Long Beach Ice Dogs - Los Angeles Ice Dogs - Louisville Blades - Louisville Rebels - Louisville Shooting Stars - Manitoba Moose - Marion Barons | - Michigan K-Wings - Milwaukee Admirals - Milwaukee Chiefs - Milwaukee Clarks - Milwaukee Falcons - Minneapolis Millers - Minnesota Moose - Muncie Flyers - Muskegon Lumberjacks - Muskegon Mohawks - Muskegon Zephyrs - Omaha Knights - Orlando Solar Bears - Peoria Prancers - Peoria Rivermen - Phoenix Roadrunners - Port Huron Flags - Port Huron Wings - Rafales de Québec - Russian Penguins - Saginaw Gears - Saginaw Generals - Saginaw Hawks - Salt Lake Golden Eagles | - San Antonio Dragons - San Diego Gulls - San Francisco Spiders - Sarnia Sailors - Soviet Wings - St. Paul Saints - Toledo Blades - Toledo Golddiggers - Toledo Hornets - Toledo Mercurys - Toledo-Marion Mercurys - Toledo-St. Louis Mercurys - Troy Bruins - Utah Grizzlies - Windsor Bulldogs - Windsor Gotfredsons - Windsor Hettche Spitfires - Windsor Ryan Cretes - Windsor Spitfires - Windsor Staffords |

## Vinnare
Samtliga vinnare av IHL:s slutspel.
| - 1945–1946: Detroit Auto Club - 1946–1947: Windsor Spitfires - 1947–1948: Toledo Mercurys - 1948–1949: Windsor Hettche Spitfires - 1949–1950: Chatham Maroons - 1950–1951: Toledo Mercurys - 1951–1952: Toledo Mercurys - 1952–1953: Cincinnati Mohawks - 1953–1954: Cincinnati Mohawks - 1954–1955: Cincinnati Mohawks - 1955–1956: Cincinnati Mohawks - 1956–1957: Cincinnati Mohawks - 1957–1958: Indianapolis Chiefs - 1958–1959: Louisville Rebels | - 1959–1960: St. Paul Saints - 1960–1961: St. Paul Saints - 1961–1962: Muskegon Zephyrs - 1962–1963: Fort Wayne Komets - 1963–1964: Toledo Blades - 1964–1965: Fort Wayne Komets - 1965–1966: Port Huron Flags - 1966–1967: Toledo Blades - 1967–1968: Muskegon Mohawks - 1968–1969: Dayton Gems - 1969–1970: Dayton Gems - 1970–1971: Port Huron Flags - 1971–1972: Port Huron Wings - 1972–1973: Fort Wayne Komets | - 1973–1974: Des Moines Capitols - 1974–1975: Toledo Goaldiggers - 1975–1976: Dayton Gems - 1976–1977: Saginaw Gears - 1977–1978: Toledo Goaldiggers - 1978–1979: Kalamazoo Wings - 1979–1980: Kalamazoo Wings - 1980–1981: Saginaw Gears - 1981–1982: Toledo Goaldiggers - 1982–1983: Toledo Goaldiggers - 1983–1984: Flint Generals - 1984–1985: Peoria Rivermen - 1985–1986: Muskegon Lumberjacks - 1986–1987: Salt Lake Golden Eagles | - 1987–1988: Salt Lake Golden Eagles - 1988–1989: Muskegon Lumberjacks - 1989–1990: Indianapolis Ice - 1990–1991: Peoria Rivermen - 1991–1992: Kansas City Blades - 1992–1993: Fort Wayne Komets - 1993–1994: Atlanta Knights - 1994–1995: Denver Grizzlies - 1995–1996: Utah Grizzlies - 1996–1997: Detroit Vipers - 1997–1998: Chicago Wolves - 1998–1999: Houston Aeros - 1999–2000: Chicago Wolves - 2000–2001: Orlando Solar Bears |